# 西馬音内町
西馬音内町（にしもないまち）は、秋田県雄勝郡にあった町。現在の羽後町中心部にあたる。本項では町制前の名称である西馬音内村（にしもないむら）についても述べる。

## 歴史
- 1889年（明治22年）4月1日 - 町村制の施行により、西馬音内村、大戸村、床舞村、二条道村、田沢村、鹿内村の区域をもって西馬音内村が発足。
- 1897年（明治30年）7月6日 - 西馬音内村が町制施行して西馬音内町となる。
- 1955年（昭和30年）4月1日 - 三輪村・元西馬音内村・新成村・田代村・仙道村および明治村の一部（大沢を除く）と合併して羽後町が発足。同日西馬音内町廃止。

## 交通

### 鉄道路線
- 羽後交通
  - 雄勝線
    - 西馬音内駅

## 著名出身者
- 小坂太郎 (詩人)
- 柴田政太郎 (素封家)